# Antonio Pétrin (jornalista)
Antonio Petrin (São Paulo,19 de abril de 1965), é um jornalista e repórter brasileiro.

## Carreira
Antonio Pétrin foi formado em jornalismo pela Faculdades Integradas Alcântara Machado em 1987. Pétrin trabalhou também na Radio Universitária de Guarulhos, onde começou cobrindo Fórmula 1. Ainda no mesmo ano, passou pelas Super Rádio e Rádio Imprensa FM. Pétrin chegou à TV em 1988 ao fazer reportagens pela TV Record, onde voltaria em 1991. Pétrin também passou pelo SBT, onde ficou de 1993 a 1999, onde fez coberturas da Copa do Mundo de futebol (94 e 98) e Olímpiadas (96), além de fazer reportagens pro jornalismo. O apresentador também foi repórter esportivo na Rede Manchete, entre 1989 e 1992, onde cobriu também a Fórmula Indy e foi o primeiro repórter brasileiro a entrevistar a atriz pornô italiana Cicciolina, quando a mesma foi eleita deputada em 1989. O jornalista em 1999 e 2000 teve uma curta passagem na TV Bandeirantes, onde se transferiu para os Estados Unidos onde teve uma passagem meteórica pelo canal PSN. Com o fim do canal pago esportivo, o repórter voltou em 2002 ao Grupo Bandeirantes para trabalhar como repórter e comentarista. Pétrin atuou na Rádio Bandeirantes, de junho de 2007 a junho de 2011.  Em 28 de setembro de 2016, Pétrin virou apresentador interino do Jornal da Noite em substituição a Boris Casoy, cujo contrato venceria em 30 de setembro e o apresentador titular acaba se transferindo para a RedeTV!. Em 05 de janeiro de 2018, Antônio deixa a Band após quase 20 anos.Em Maio de 2018, Pétrin anuncia a sua volta ao SBT, onde participará dos telejornais da emissora, sendo que não terá contrato fixo.